# Homeless in America
Pour plus de détails, voir Fiche technique et Distribution.
Homeless in America est un documentaire américain réalisé par Tommy Wiseau, sorti en 2004. Ce film explore les expériences vécues par les sans-abris aux États-Unis, en se concentrant sur les défis sociaux et économiques auxquels ils font face.

## Synopsis
Le documentaire suit plusieurs personnes vivant dans la rue à travers les États-Unis. Il met en lumière leurs luttes quotidiennes, leurs histoires personnelles, et les systèmes sociaux qui affectent leurs vies.

## Fiche technique
- Titre original : Homeless in America
- Réalisation : Tommy Wiseau
- Scénario : Tommy Wiseau
- Production : Tommy Wiseau
- Société de production : Wiseau-Films
- Pays d'origine :  États-Unis
- Langue originale : anglais
- Genre : Documentaire
- Durée : 90 minutes
- Date de sortie : 19 août 2004

## Production
Le film a été produit et réalisé par Tommy Wiseau, connu pour son œuvre The Room. Wiseau a déclaré vouloir attirer l'attention sur les problèmes de l'itinérance avec ce projet. Il a utilisé un style narratif mêlant interviews et scènes capturées dans des environnements urbains.

## Réception
Homeless in America a reçu un accueil mitigé. Certains critiques ont salué l’intention derrière le projet, tandis que d'autres ont critiqué son exécution et son approche narrative. Le documentaire n’a pas connu une large distribution, mais il reste une curiosité pour les fans de Tommy Wiseau.